# Antarès (périodique)
Pour les articles homonymes, voir Antarès (homonymie).
Antarès est une revue mensuelle de l'éditeur de petit format Aventures et Voyages qui a eu 129 numéros d'octobre 1978 à août 1989 (+ 43 recueils de 3 numéros. Les recueils au-delà du no 43 étant des recueils de fin de série).
Enzo Chiomenti signa bon nombre de couvertures comme à son habitude, il fut relayé par Miro et Guido Zamperoni, mais aussi par quelques noms comme Paolo Ongaro, Leone Frollo, Francisco Solano Lopez ou d'autres illustrations, le plus souvent tirées des BD d'origine.

## Insolites
- Le no 23 montre Phann en couverture alors que ses aventures se sont arrêtées au no 22 !
- Bien qu'Antarès soit la série éponyme et principale de la revue, l'homme-poisson n'a connu les honneurs de la couverture qu'une petite vingtaine de fois, fait exceptionnel chez Mon Journal.
- Dans l'épisode des origines d'Antarès, il est brun alors que dans les autres, il est devenu blond sans que cela soit expliqué nulle part.
- L'Œil de Zoltec dans Antarès ne démarre pas avec les origines, mais avec la 17e aventure du personnage. Les premiers exploits de Tim Kelly sont dans Bugs Bunny poche.

## Les séries
- Antarès (Juan Escandell[1]) : nos 1 à 129.
- Archibald (Guy Lehideux)
- Capt'ain Vi-de-Bor' (Michel-Paul Giroud) : no 10
- Ethernaute (Héctor Oesterheld et Francisco Solano Lopez) : nos 38 à 54.
- Fantasia et Cie (Andreu Martín et Edmond Ripoll) : nos 1 à 10.
- Fredy l'audace : nos 19 à 23.
- Galax (Roger Lécureux et Roland Garel puis Annibale Casabianca) : nos 96 à 103.
- L'Immortel (Paolo Ongaro) : nos 1 à 12.
- L'Œil de Zoltec (Tom Tully et Francisco Solano Lopez, Brett Ewins) : nos 24 à 43.
- La Grande Odyssée (Wyeth & Zentilini) : nos 5 à 14.
- Le Faucon de l'espace : nos 82 à 95.
- Les Baroudeurs : nos 3 à 4
- Les extra-terrestres (Paolo Ongaro et Zentilini) : nos 11 à 16.
- Les Héros de Harlem (Tom Tully et Dave Gibbons puis Massimo Belardinelli) : nos 27 à 37.
- L'homme Léopard de Lime Street (Tom Tully au scénario & Mike Western, Eric Bradbury au dessin) : nos 54 à 81.
- Matt le Martien (Alan Hebden et Massimo Belardinelli) : nos 23 à 26
- Max des Iles (Silverio Pisu et Castiglioni) : nos 104 à 115.
- Mosquito (Joe Simon et Jack Kirby puis John Giunta...) : nos 126 à 129.
- Opération Planète : no 17, 18
- Phann (Leone Frollo) : nos 15 à 22.
- Starblazer (J. Radford au scénario et Enrique Alcatena au dessin) : nos 55 à 129.
- Sunny Sun (Jean Sanitas et Guido Zamperoni) : nos 118 à 124
- Super John (Miguel Henares) : nos 44 à 53

## Le personnageéponyme: Antarès
Antarès est un jeune homme ou un adolescent qui est accompagné d'un dauphin et d'un poisson paresseux capable d'émettre des décharges électriques (il a la forme d'un poisson boule et le même pouvoir que l'anguille électrique, poisson de l'Orénoque). Leurs aventures se passent bien évidemment en mer ou dans les iles.
Antarès a le don de parler aux animaux, il a une force surhumaine et peut respirer sous l'eau. C'est un extra-terrestre qui a été recueilli à sa naissance par un savant qui l'a élevé comme son fils.
Les aventures d'Antarès sont initialement publiées en seconde série dans le périodique Yataca (du numéro 57 à 119), avant que le personnage soit consacré par la création de sa revue éponyme,.

## Antarès Spécial
3 numéros de février 1986 à août 1986 (+ 1 recueil de 3 numéros).

### Les séries
- Antarès (Juan Escandell) : nos 1 à 3.
- Diavolo, corsaire de la Reine (Mario Sbaletta) : no 2
- Flesh (Pat Mills, Roy Preston, K. Armstrong & Ramon Sola) : no 3
- Mach Zéro (Steve McManus, Geoffrey Miller & Ramon Sola, M. Dorey) : no 3